# Уингфилд, Ричард
Сэр Ричард Уингфилд из замка Кимболтон (англ. Sir Richard Wingfield; ок. 1469 — 22 июля 1525) — влиятельный придворный и дипломат в первые годы правления династии Тюдоров в Англии.

## Биография
Он родился в Летерингеме, графство Саффолк. Один из сыновей сэра Джона Уингфилда (ок. 1428—1481) и его жены Элизабет Фицльюис (ок. 1431—1497). Он был одиннадцатым из двенадцати сыновей; брат Хамфри Уингфилда и Роберта Уингфилда. Его бабкой и дедом по отцовской линии были сэр Роберт Уингфилд и Элизабет Гаушел. Он был одним из крупнейших землевладельцев в Хантингдоншире и жил в замке Кимболтон.
Вингфилд стал придворным во время правления короля Англии Генриха VII Тюдора. Он женился на Кэтрин Вудвилл после 1495 года. Она была дочерью Ричарда Вудвилла, 1-го графа Риверса (1405—1469), и Жакетты Люксембургской, сестрой Элизабет Вудвилл, невесткой короля Англии Эдуарда IV и вдовой Генри Стаффорда, 2-го герцога Бекингема, и Джаспера Тюдора, 1-го герцога Бедфорда. Брак сделал его дядей по браку королевы-консорта Елизаветы Йоркской и её мужа Генриха VII.
В 1511 году он был назначен лордом-заместителем Кале. Вместе с сэром Эдвардом Пойнингсом и другими он был отправлен в 1512 году для заключения Священной лиги между папой римским Юлием II, английским королем и другими европейскими монархами.
В 1514 году Ричард Уингфилд был отправлен в Нидерланды, чтобы попытаться заключить брак между эрцгерцогом Австрии Карлом и принцессой Англии Марией Тюдор, чтобы обеспечить династический союз между Тюдорами и восходящими Габсбургами. Но миссия Уингфилда провалилась, и Мария Тюдор вышла замуж за Людовика XII Французского в 1514 году. Ричард Уингфилд также был занят исполнением своих обязанностей в Кале, но в 1519 году он оставил свой пост там и вернулся в Англию.
В 1520 году Ричард Уингфилд был назначен послом при дворе короля Франции Франциска I Валуа. Известно, что он помог организовать встречу между Генрихом VIII Английским и Франциском на Поле золотой парчи. Он дважды посетил императора Карла V] в 1521 году, пытаясь убедить его не объявлять войну Франциску I.
Генрих VIII сделал его кавалером Ордена Подвязки в 1522 году. Будущий Фердинанд I, император Священной Римской империи, был единственным рыцарем, созданным в этом году. Ричард Уингфилд был назначен канцлером герцогства Ланкастер в 1524 году. За свои услуги Ричард Уингфилд получил земли по всему Королевству Англии, в частности, замок Кимболтон, который он впоследствии расширил.
В 1525 году король Англии Генрих VIII отправил Ричарда Уингфилда с миссией к испанскому двору в Толедо. Он умер там 22 июля 1525 года и был похоронен в церкви Сан-Хуан-де-лос-Рейес. Его вдова Бриджит позже вышла замуж сначала за сэра Николаса Харви из Икворта, а затем за сэра Роберта Тирвитта из Кеттлби.

## Семья
Ричард Уингфилд женился на Кэтрин (ок. 1458 — 18 мая 1497), урождённой Вудвилл, вскоре после смерти в 1495 году её второго мужа, Джаспера Тюдора (ок. 1431—1495); она была сестрой королевы Елизаветы Вудвилл . Кэтрин умерла в 1497 году, и Ричард Уингфилд какое-то время был вдовцом. Примерно в 1513 году он женился на своей второй жене, Бриджит Уилтшир (? — январь 1534), дочери и наследнице сэра Джона Уилтшира из Стоун-касла и Изабеллы Клотхолл. Они были родителями десяти детей:
- Чарльз Уингфилд из замка Кимболтон (1513 — 24 мая 1540). Он женился на Джоан Ноллис, сестре сэра Фрэнсиса Ноллиса и невестке леди Кэтрин Кэри.
- Томас Мария Уингфилд из монастыря Стоунли, Хантингдоншир. Член парламента. Сначала он женился на Маргарет, вдове военно-морского капитана Уильяма Сабина[4], и во вторую очередь на Маргарет Керри.
- Жак Уингфилд из Стоун-касла (ок. 1519—1587?). Политик, впервые известный многолетним служением Стивену Гардинеру, епископу Винчестеру.
- Лоуренс Генри Уингфилд.
- Джейн Уингфилд. Замужем сначала за Томасом Уорлихом из Олконбери, а затем за Фрэнсисом Роу.
- Мэри Уингфилд.
- Маргарет Уингфилд. Она вышла замуж сначала за сэра Томаса Ньюмана, а затем за сына семьи Мойл.
- Энн Уингфилд. Она вышла замуж за семью Мейденхед.
- Элизабет Уингфилд. Она вышла замуж за семью Латимеров.
- Кэтрин Уингфилд.